# Renouveau catholique
Renouveau catholique (нем. Katholische Erneuerung, рус. Католическое обновление) — философское, социально-критическое и в первую очередь литературное католическое движение, зародившееся во Франции в первой половине XIX века, и затем распространившееся на другие страны Европы.

## История
Renouveau catholique возникло как консервативное католическое движение в первой трети XIX столетия, у его истоков стояли такие фигуры, как Жозеф де Местр и Франсуа-Рене де Шатобриан. Как одни из решительных противников политики Просвещения во Франции, представители этого течения выступали против отделения церкви от государства (лаицизм). Среди различных средств, необходимых для выполнения данной задачи, активно использовалась пресса, что позволило привлечь многочисленных литераторов и иных мастеров слова. Это привело к постановке новых целей для Renouveau catholique, таких как обновление современного французского общества и литературы посредством внесения в них моральных и духовных ценностей раннего католицизма. Предпочтительными формами литературных произведений для этого выбирались средневековые жития святых, романы о прелатах и их жизни и творчестве, миракли, театральные мистерии и оратории. Предлагался отказ от таких философских практик, как позитивизм и детерминизм, в то же время дифференцированный подход к самой католической догме. В некоторых странах Европы, где государство поддерживало церковь, например в Германии и в Австрии, целью движения было строгое католическое воспитание и школьное образование, а также прокламирование верности монарху и государству. Программа Renouveau catholique не была конкретно сформулирована, однако оказала серьёзное влияние на внутреннюю духовную жизнь Франции. Теологические и философские основы её, как средства борьбы с идеями французского Просвещения и немецкого идеализма, были изложены писателем Эрнестом Элло, оказавшим этим значительное влияние на творчество многих последующих авторов Европы.
Уже в ХХ столетии деятели движения поддерживали близкие контакты с эмигрантскими кругами белого движения из России, а также с литературными деятелями «немецкого сопротивления» в национал-социалистской Германии. Идеи Renouveau catholique нашли своё отражение в таких различных направлениях современной философии, как эстетический католицизм Йорис-Карла Гюиссманса, католический традиционализм и национализм группы Action française, социализм Шарля Пеги и «универсальная перспектива» Поля Клоделя.

## Наиболее известные представители
- Дания: Йоханнес Йоргенсен
- Франция: Жорж Бернанос, Леон Блуа, Поль Бурже, Поль Клодель, Мадлен Дербрель, Жульен Грин, Йорис-Карл Гюисманс, Франсис Жамм, Франсуа Мориак, Шарль Пеги, Жан Кейроль, Жильбер Цесброн, Жорж Дюмесниль, Люк Эстан, Эрнест Элло, Марсель Жуандо, Поль Андре Лесорт, Максенс ван дер Меерш, Жан Монторье, Анри Кеффелек, Эмманюэль Морнье, Жак Маритен, Габриель Марсель, Анри Бордо, Эрнест Псишари, Жорж Руо (художник), Жорж Фонсегри, Леонтин Занта.
- Германия: Штефан Андрес, Вернер Бергенгрюн, Элизабет Ланггессер, Гертруда фон Ле Форт, Генрих Лютцелер, Эдзард Шапер, Райнхольд Шнайдер, Рут Шауман, Карл Мут, Теодор Хекер, Петер Вуст, Романо Гвардини, Михаэль Бринк, Конрад Вайс (поэт), Фридрих риттер фон Лама, Фридрих Мукерман, Конрад фон Боланден, Дитрих фон Хильдебранд.
- Великобритания: Томас Стернс Элиот, Клотильда Грейвс, Грэм Грин, Брюс Маршалл, Ивлин Во, Джон Генри Ньюмен, Уильям Френсис Берри, Роберт Хью Бенсон, Джон Айскоу, Клотильда Аугуста Грейвс, Хилэр Беллок, Гилберт Кийт Честертон, Элис Иомас Эллис, Джерард Мэнли Хопкинс, Ковентри Пэтмор, Фрэнсис Томпсон.
- Ирландия: Патрик Шеган.
- Нидерланды: Бертус Аафьес, Готфрид Боманс.
- Норвегия: Сигрид Унстет.
- Австрия: Гертруда Фуссенеггер, Энрика фон Хандель-Манцетти, Франц Верфель, Рихард Кралик, Карл Доманиг, Франс Ксавьер Эйхерт.
- Польша: Владислав Реймонт, Генрик Сенкевич.
- Россия: Николай Бердяев, Сергей Булгаков.
- Югославия: Фран Финшгар, Карел Трухлар, Франце Бевк.
- Чехословакия: Индржих Шимон Баар, Якуб Демл, Ян Заградничек, Вацлав Бенеш Тржебизский, Йозеф Флориан, Карел Досталь-Лутинов.